# Sezimovo Ústí
Sezimovo Ústí (pronunție în cehă [ˈsɛzɪmovo ˈuːsciː]; în germană Alttabor) este o comună și un oraș din districtul Tábor din regiunea Boemia de Sud a Cehiei. Are o populație de aproximativ 7.100 de locuitori.

## Etimologie
Numele său are sensul de „gura (de vărsare a) râului Sezima”.

## Geografie

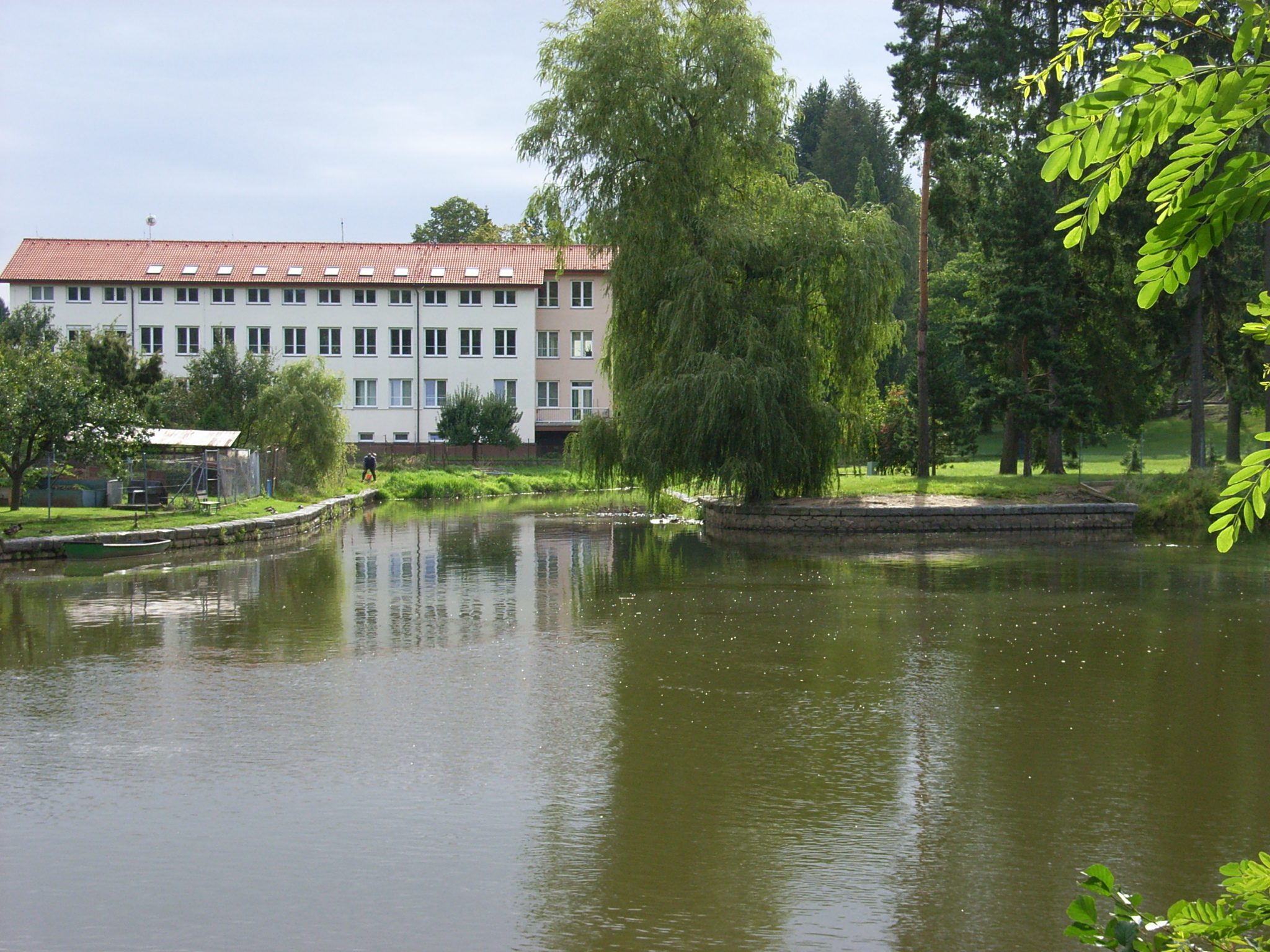
Primăria la confluența râului Lužnice cu pârâul Chotovinský potok

Sezimovo Ústí este îmbinat urbanistic cu orașele învecinate Tábor în nord și Planá nad Lužnicí⁠(d) în sud.
Se află la aproximativ 47 kilometri (29 mi) nord de České Budějovice și la 72 kilometri (45 mi) sud de Praga.
Sezimovo Ústí se află în Munții Tábor. Este situat la confluența râului Lužnice (care delimitează granița teritoriului comunal) și pârâul Chotovinský potok (numit și Kozský potok pe tronsonul în care curge prin oraș). Unul dintre afluenții lui Chotovinský potok alimentează un iaz cu pește numit Jezero.

## Istorie
După o legendă, Sezimovo Ústí a fost fondat de Sezima, un fiu nelegitim al lui Witiko din Prčice. Orașul a fost fondat în prima jumătate a secolului al XIII-lea. 
Prima mențiune despre Ústí este din anul 1250, când Ordinul Dominican a fost de acord cu sfințirea bisericii mănăstirii Sfântului Dominic. Orașul a prosperat, datorită poziției sale convenabile pe drumul dinspre Austria spre Praga.
La șase ani după sfințirea bisericii, mănăstirea a fost mărită, ceea ce înseamnă că orașul a fost suficient de prosper pentru a permite astfel de investiții. Orașul a fost ulterior fortificat și a avut trei suburbii, una dintre ele pe malul celălalt al râului Lužnice. Din 1388, biserica parohială independentă a avut spital și școală proprie.
În anul 1414, Jan Hus a fost invitat în Sezimovo Ústí pentru a predica în Castelul Kozí hrádek, ceea ce a dus la radicalizarea mai multor oameni și la fondarea mișcării husite. În 1420, husiții au ars orașul și au plecat în orașul nou înființat din apropiere, Tábor.
Unele părți ale orașului abandonat au fost folosite și pe vremea regelui George de Poděbrady, iar călugării dominicani au revenit în mănăstirea distrusă după 1420 pentru ceva timp. Moara de apă și o fermă au funcționat, de asemenea, pe terenul orașului vechi în cea mai mare parte a timpului după ce orașul a fost abandonat.
În 1828, un nou sat a fost fondat și a fost numit Starý Tábor („Vechiul Tábor”). Aproximativ 80 de case au fost construite sau erau în construcție în 1832. Construcția noii biserici a început în 1835 și a fost sfințită în 1841.
În 1920, satul a fost promovat ca un oraș și a revenit la numele său istoric, Sezimovo Ústí. În 1939, antreprenorul Jan Antonín Baťa⁠(d) a construit o fabrică și un nou cartier în Sezimovo Ústí, numit în prezent Sezimovo Ústí 2.
În timpul celui de-Al Doilea Război Mondial, Sezimovo Ústí a fost încorporat în Tábor, până la 30 iunie 1945.

## Economie

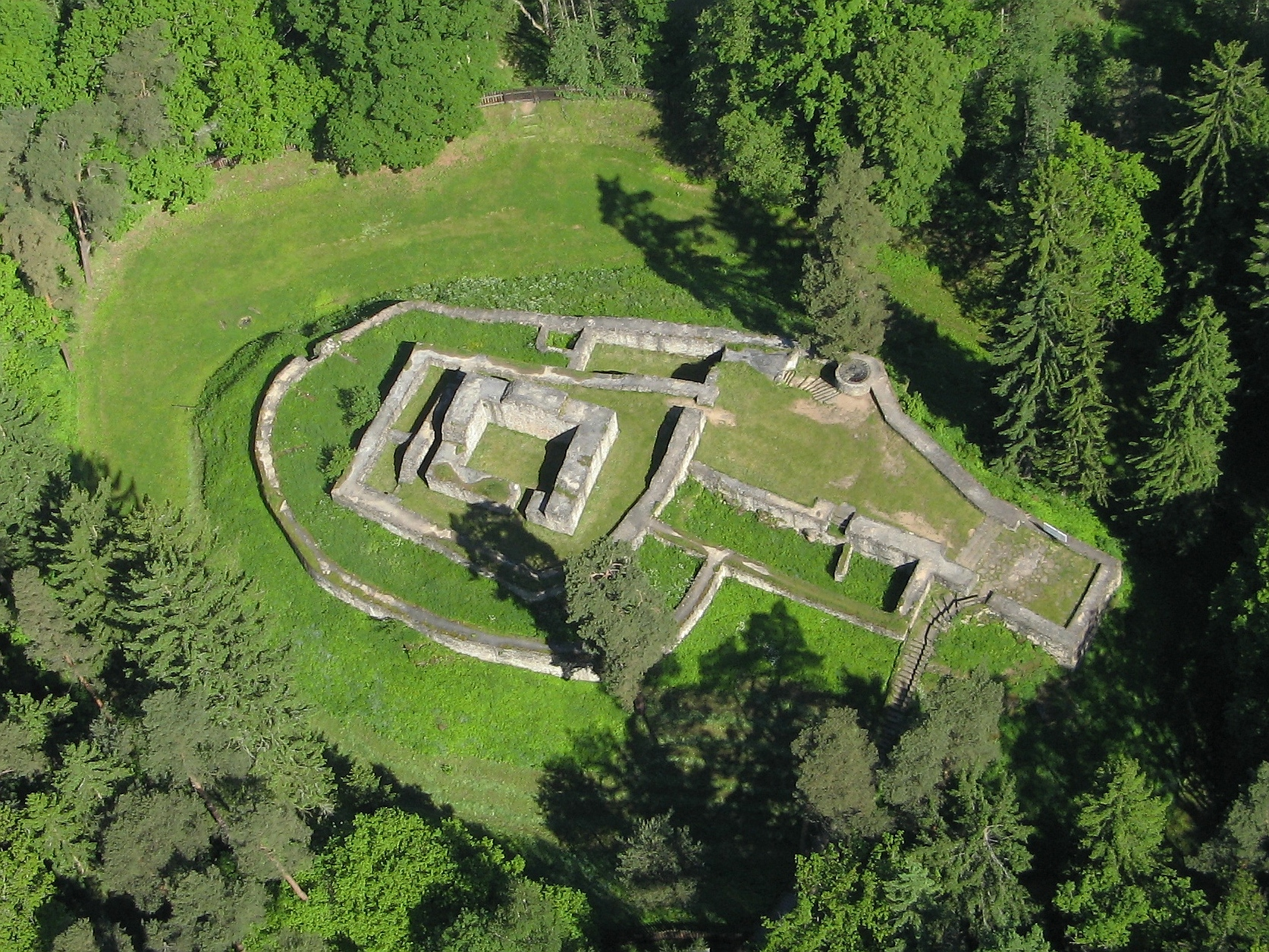
Ruine ale Castelului Kozí hrádek

Cel mai mare angajator cu sediul în Sezimovo Ústí este Kovosvit MAS Machine Tools, un producător de mașini-unelte care are peste 250 de angajați.

## Transporturi
Autostrada D3 (parte a drumului european E55) de la Tábor la České Budějovice trece pe lângă oraș.
Sezimovo Ústí se află pe linia de cale ferată Praga–České Budějovice.

## Sport
Principalele cluburi sportive din Sezimovo Ústí sunt TJ Spartak MAS și TJ Sokol Sezimovo Ústí.
Până în 2011, clubul de fotbal FC Silon Táborsko⁠(d) a jucat în Sezimovo Ústí.

## Obiective turistice

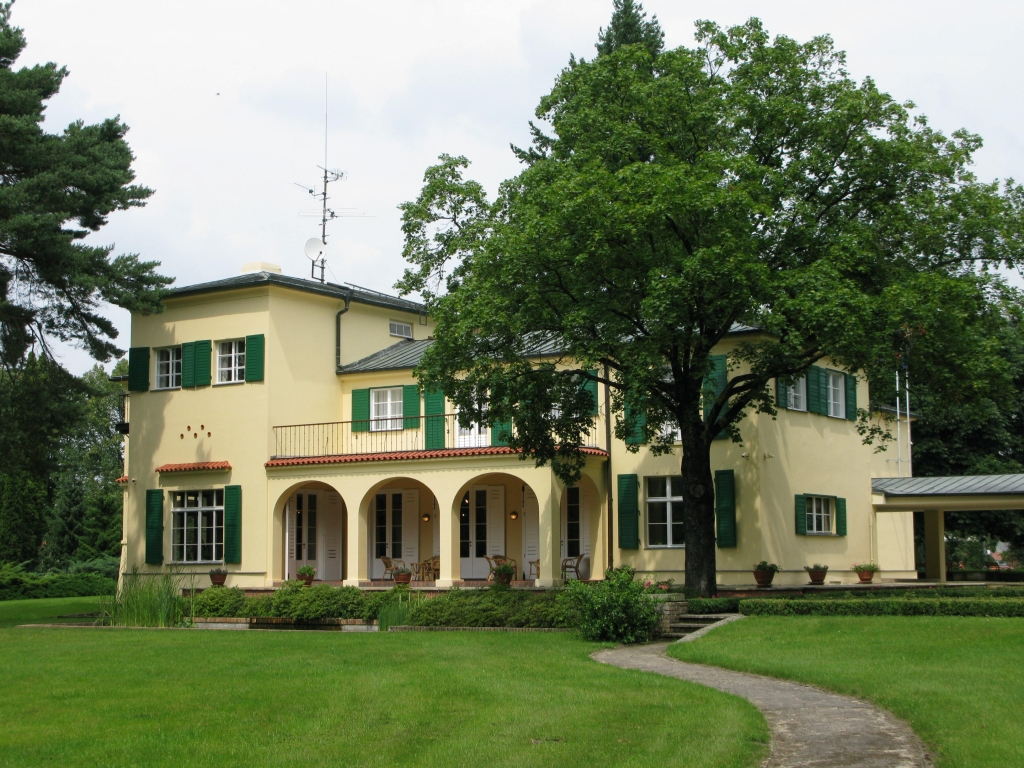
Vila lui Edvard Beneš

Kozí hrádek este o ruină de castel în apropiere de Sezimovo Ústí, cunoscută pentru activitățile lui Jan Hus. Nu se știe când acest castel a fost construit, dar a fost menționat pentru prima dată în 1377. A fost construită în stil gotic. În anul 1438, acesta a fost ars. Castelul este protejat ca monument cultural național. Ruinele sunt accesibile publicului.
Vila președintelui cehoslovac Edvard Beneš din Sezimovo Ústí a fost locul său preferat de recreere și locul înmormântării sale. Grădina vilei cu mormântul său este accesibilă publicului. Vila în sine este accesibilă doar parțial, deoarece este încă folosită de Guvernul Cehiei. Aici a fost ridicat și un monument al lui E. Beneš și al soției sale.
Biserica Înălțarea Sfintei Cruci a fost construită în stilul Empire târziu în 1841. În parcul de lângă primărie se află o cristelniță din piatră și câteva fragmente de piatră, fiind singurele rămășițe din orașul inițial care au stat aici până în 1420.

## Persoane notabile
- Jan Hus (1371–1415), teolog, filozof și reformator; a predicat aici
- Edvard Beneš (1884–1948), om politic, președintele Cehoslovaciei; a murit aici
- Václav Kaplický⁠(d) (1895–1982) scriitor, jurnalist și poet epic
- František Němec⁠(d) (născut în 1943), actor
- Bohumil Cepák⁠(d) (1951–2021), handbalist

## Relații internaționale
Sezimovo Ústí face parte din comunitatea orașelor cu trecut și tradiție husită, alături de alte 11 comune cehe și 6 germane.

### Orașe înfrățite
Sezimovo Ústí este înfrățit cu:
- Thierachern⁠(d), Elveția